# Campoletis morosa
Campoletis morosa är en stekelart som först beskrevs av Cameron 1897.  Campoletis morosa ingår i släktet Campoletis och familjen brokparasitsteklar. Inga underarter finns listade.